# 惜薪胡同
39°55′18″N 116°22′44″E / 39.9215469°N 116.3788185°E
惜薪胡同，是位于北京市西城区中部的一条胡同。现已无存。

## 简介
惜薪胡同为南北走向，南到西红门胡同，北到西安门大街。全长602米，平均宽5米。明朝称惜薪司，因为惜薪司衙署在这里而得名。《京师坊巷志稿》卷上引《芜史》：惜薪司“管宫中所用柴炭，及二十四衙门山陵等处内官柴炭”。清朝“悉除明制，惟内廷柴炭于此关支”，胡同也改称惜薪司胡同，简称惜薪司。1965年北京市整顿地名时，定名为惜薪胡同。2000年代，惜薪胡同被拆除，原址兴建机关用房。